# Barbići
Barbići (olaszul: Barbi) falu Horvátországban, Isztria megyében. Közigazgatásilag Rašához tartozik.

## Fekvése
Az Isztria keleti részén, Labin központjától 6 km-re, községközpontjától 3 km-re nyugatra fekszik.

## Története
A településnek 1880-ban 156, 1910-ben 252 lakosa volt. Az I. világháború után Olaszországhoz került. A második világháború után Jugoszlávia része lett. A jugoszláv közigazgatás a korábban önálló Raša községet Labin városához csatolta. Önállóságát csak a független horvát államtól kapta vissza. Jugoszlávia felbomlása után 1991-ben a független Horvátország része lett. 2011-ben a falunak 66 lakosa volt.

## Nevezetességei
Szent Ágoston tiszteletére szentelt temploma.

## Lakosság
| Lakosság változása | Lakosság változása | Lakosság változása | Lakosság változása | Lakosság változása | Lakosság változása | Lakosság változása | Lakosság változása | Lakosság változása | Lakosság változása | Lakosság változása | Lakosság változása | Lakosság változása | Lakosság változása | Lakosság változása | Lakosság változása |
| ------------------ | ------------------ | ------------------ | ------------------ | ------------------ | ------------------ | ------------------ | ------------------ | ------------------ | ------------------ | ------------------ | ------------------ | ------------------ | ------------------ | ------------------ | ------------------ |
| 1857               | 1869               | 1880               | 1890               | 1900               | 1910               | 1921               | 1931               | 1948               | 1953               | 1961               | 1971               | 1981               | 1991               | 2001               | 2011               |
| 0                  | 0                  | 156                | 212                | 231                | 252                | 0                  | 0                  | 137                | 146                | 138                | 115                | 86                 | 84                 | 66                 | 66                 |